# دیک‌دیک
دیک‌دیک‌ها (نام علمی: Madoqua) سرده‌ای از تیره گاوسانان هستند. این‌گونه جفت‌سم است و در شرق و جنوب آفریقا زندگی می‌کنند. قد دیک‌دیک‌ها تا شانه حدود ۳۰ تا ۴۰ سانتی‌متر و طول آنها ۵۰ تا ۷۰ سانتی‌متر می‌باشد. وزن دیک‌دیک‌ها حدود ۳ تا ۶ کیلوگرم است و طول عمر آنها حدود ۱۰ سال است. صدای شبیه دیک - دیک از ماده این سرده به گوش می‌رسد که وجه تسمیه این جانور است.

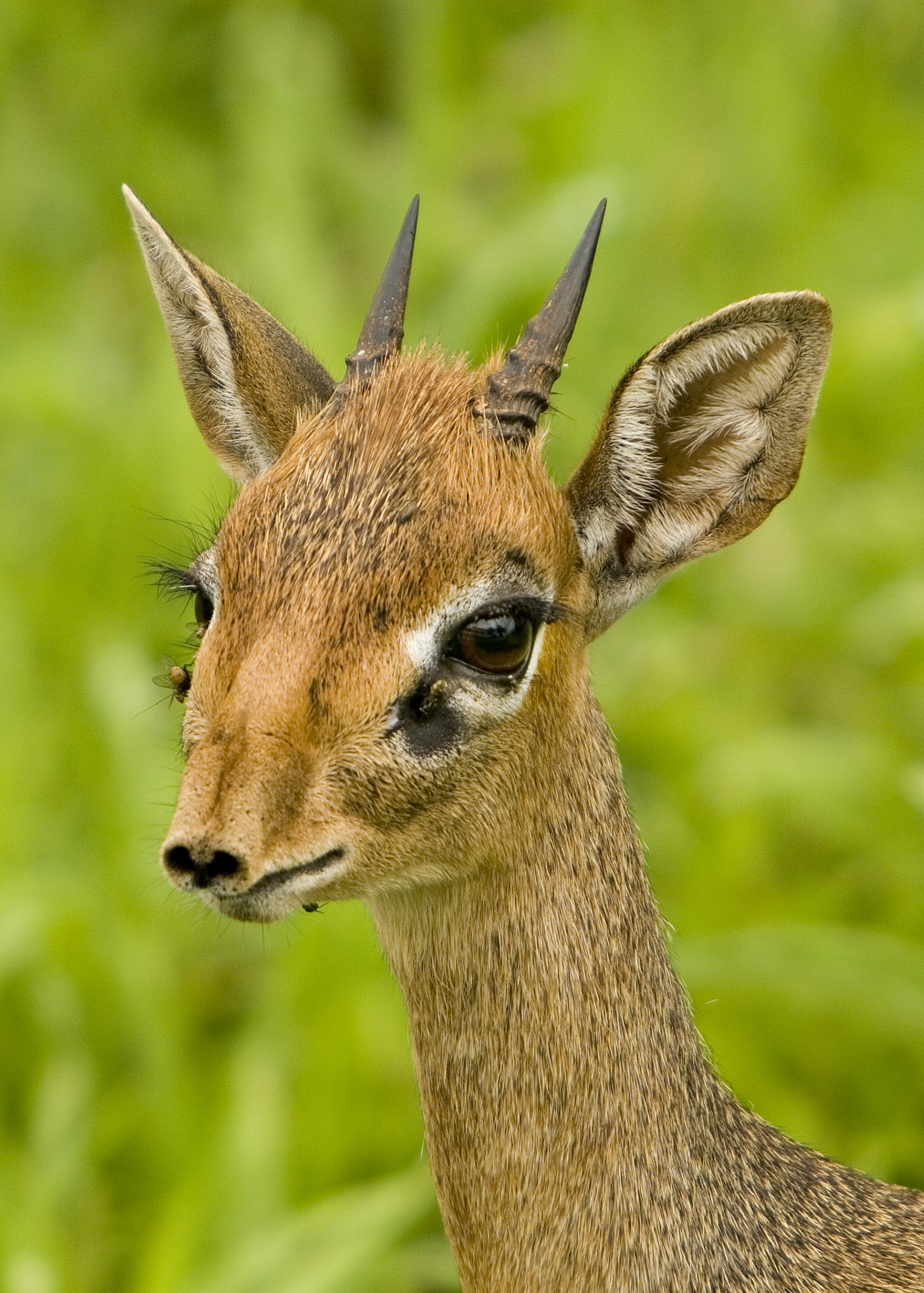
کره دیک دیک